# Cubix
Cubix (ang. pełny tytuł Cubix: Robots for Everyone) – koreański serial animowany. Akcja serialu rozgrywa się w roku 2040 w mieście Bubble Town. Cechą charakterystyczną tego miasta jest fakt, że mieszka w nim więcej robotów niż ludzi.

## Opis fabuły
Connor wraz ze swoim ojcem właśnie przeprowadzają się do tego miasta. Gdy się już wprowadzili do nowego domu, Connor za wszelką cenę chciał dostać robota, gdyż chyba jako jedyny w mieście nie miał żadnego. Jednak jego tata nie przepadał za robotami. Wkrótce Connor poznał grupkę trzynastolatków, którzy zajmują się naprawianiem robotów: Abby, Monga i Chipa oraz Helę. Stworzyli oni klub o nazwie Botties Pit. Connor, aby mógł przystąpić do ich klubu, musiał samodzielnie w ciągu 24 godzin naprawić jakiegokolwiek robota. Wybrał więc Cubixa, który miał przydomek „nienaprawialnego”, gdyż jak do tej pory nikt nie potrafił go naprawić. Gdy minął ustalony czas, a Connor nie zdołał naprawić Cubixa, trójka przyjaciół postanowiła dać mu jeszcze jedną szansę, miał sobie wybrać innego robota. Connor jednak powiedział, że to nie on wybrał Cubixa, tylko Cubix jego i że nie chce naprawić innego poza nim. Po jakimś czasie zakład Heli został zaatakowany przez złego Doktora K. i budynek zaczął się zawalać. Connor postanowił wyciągnąć jeszcze Cubixa z budynku, ale nie zdołał, bo był za ciężki. I nagle… Cubix się podniósł i uratował Connora z walącego się budynku.
Tak rozpoczyna się przygoda młodego geniusza, który szybko zyskał szacunek poprzez naprawę „nienaprawialnego” robota.

## Wersja polska
Opracowanie i udźwiękowienie wersji polskiej: Studio Sonica

Reżyseria: Miriam Aleksandrowicz

Dialogi: Edyta Czepiel-Zadura

Dźwięk i montaż: Zdzisław Zieliński

Organizacja produkcji: Agnieszka Sokół

Lektor: Jacek Czyż

Wystąpili:
- Kacper Kuszewski
- Magdalena Gruziel – Abby
- Izabella Bukowska
- Jacek Kopczyński – Mong
- Ryszard Olesiński – Doktor K.
- Jerzy Dominik – Cubix
- Andrzej Butruk
- Jarosław Domin – Dondon
- Lucyna Malec – Chip
- Małgorzata Puzio
- Małgorzata Kenc-Stępień
- Jacek Czyż
- Dominik Łoś
- Marek Obertyn
- Wojciech Paszkowski
- Agata Gawrońska
- Paweł Szczesny
- Jacek Bończyk

i inni
Tekst piosenki: Marek Robaczewski

Śpiewali: Krzysztof Pietrzak, Jacek Kotlarski i Anna Apostolakis

## Odcinki
- Serial był emitowany na kanale Cartoon Network, gdzie pojawił się po raz pierwszy 30 września 2002 roku – I seria (odcinki 1-13).
- II seria (odcinki 14-26) pojawiła się premierowo 28 lipca 2003 roku. Początkowo miała pojawić się 5 maja 2003 roku, jednak z niewiadomych przyczyn odbyła się dopiero prawie trzy miesiące później.
- Po raz ostatni serial został wyemitowany 4 stycznia 2004 roku.
- Przez pomyłkę wyemitowano jeden odcinek – Chipinator – 11 września 2004 roku zamiast Flintstonów.
- Cubix zdobył duży sukces na całym świecie, ale największy w Korei Południowej, USA, Wielkiej Brytanii, Polsce, Niemczech, Hiszpanii, Japonii i w Arabii Saudyjskiej.

### Spis odcinków
| Nr             | Polski tytuł              | Angielski tytuł                   |
| -------------- | ------------------------- | --------------------------------- |
|                |                           |                                   |
| SERIA PIERWSZA |                           |                                   |
|                |                           |                                   |
| 01             | Robot nie do naprawienia  | The Unfixable Robot               |
|                |                           |                                   |
| 02             | Lectrix                   | Lectrix                           |
|                |                           |                                   |
| 03             | Podziemia Bubble Town     | The Underground Of Bubbletown     |
|                |                           |                                   |
| 04             | Żelazny kucharz           | The Iron Chef                     |
|                |                           |                                   |
| 05             | Dondon na przekąskę       | Dondon For Dinner                 |
|                |                           |                                   |
| 06             | Fala upałów               | Heat Wave                         |
|                |                           |                                   |
| 07             | Huragan                   | Hurricane Havoc                   |
|                |                           |                                   |
| 08             | Magnetyczna osobowość     | Magnetix Personality              |
|                |                           |                                   |
| 09             | Robot Mieszanka           | K’s Kages                         |
|                |                           |                                   |
| 10             | Zawody                    | Fixed Competition                 |
|                |                           |                                   |
| 11             | Wojna o Solex             | Office PolitIX                    |
|                |                           |                                   |
| 12             | Kryjówka Doktora K.       | The Doctor’s Office               |
|                |                           |                                   |
| 13             | Robot nie do pokonania    | The Unbeatable Robot              |
|                |                           |                                   |
| SERIA DRUGA    |                           |                                   |
|                |                           |                                   |
| 14             | Wesołe miasteczko         | Roller Koaster                    |
|                |                           |                                   |
| 15             | Chipinator                | The Chipinator                    |
|                |                           |                                   |
| 16             | Bardzo kurcząca maszyna   | The Incredible Shrinking Robot    |
|                |                           |                                   |
| 17             | Próba nerwów              | Crash Test Pest                   |
|                |                           |                                   |
| 18             | Tyrannix                  | Tyrannix                          |
|                |                           |                                   |
| 19             | Dzień robotów             | Tomorrows Robots Today            |
|                |                           |                                   |
| 20             | Burza w eterze            | Media Storm                       |
|                |                           |                                   |
| 21             | Słodkich snów Bubble Town | Bubble Town Wishes And EPU Dreams |
|                |                           |                                   |
| 22             | cyrK                      | cirKus                            |
|                |                           |                                   |
| 23             | Klank                     | Klank                             |
|                |                           |                                   |
| 24             | Nie ma jak Maximix        | The Importance Of Being Maximix   |
|                |                           |                                   |
| 25             | Inwazja Zombotów          | Zombot Invasion                   |
|                |                           |                                   |
| 26             | Ostatnie starcie          | Final Showdown                    |
|                |                           |                                   |